# Toro Rosso STR2
Chronologie des modèles (2007-2008)
Toro Rosso STR1 Toro Rosso STR3
La Toro Rosso STR2 est la monoplace engagée par l'écurie Scuderia Toro Rosso lors de la saison 2007 du championnat du monde de Formule 1. La STR2 est quasiment la copie conforme de la Red Bull RB3 engagée par Red Bull Racing en 2007. Si la FIA interdit à une équipe d'utiliser une voiture conçue par une autre écurie, Red Bull rétorque que rien n'empêche deux équipes d'utiliser la même voiture si elle est construite par une entreprise tierce : la RB3 et la STR2 sont officiellement les œuvres de Red Bull Technology, une société dirigée par Adrian Newey.
La différence entre les deux monoplaces vient de leur moteur: Red Bull utilise un bloc Renault tandis que Toro Rosso emploie un V8 Ferrari qui développe environ trente chevaux de plus que le Renault.
La Toro Rosso STR2B, simple évolution de la STR2 de 2007, est la première monoplace engagée par l'écurie Scuderia Toro Rosso lors de la saison 2008 du championnat du monde de Formule 1. Cette monoplace, qui sera remplacée par la STR3, a été engagée sur 5 Grands Prix, jusqu'au Grand Prix de Monaco 2008.

## Bilan de la saison 2007 avec la STR2
Départs en Grands Prix
- 17 pour Vitantonio Liuzzi
- 10 pour Scott Speed
- 7 pour Sebastian Vettel

- Abandons
- 7 pour Vitantonio Liuzzi
- 7 pour Scott Speed
- 3 pour Sebastian Vettel

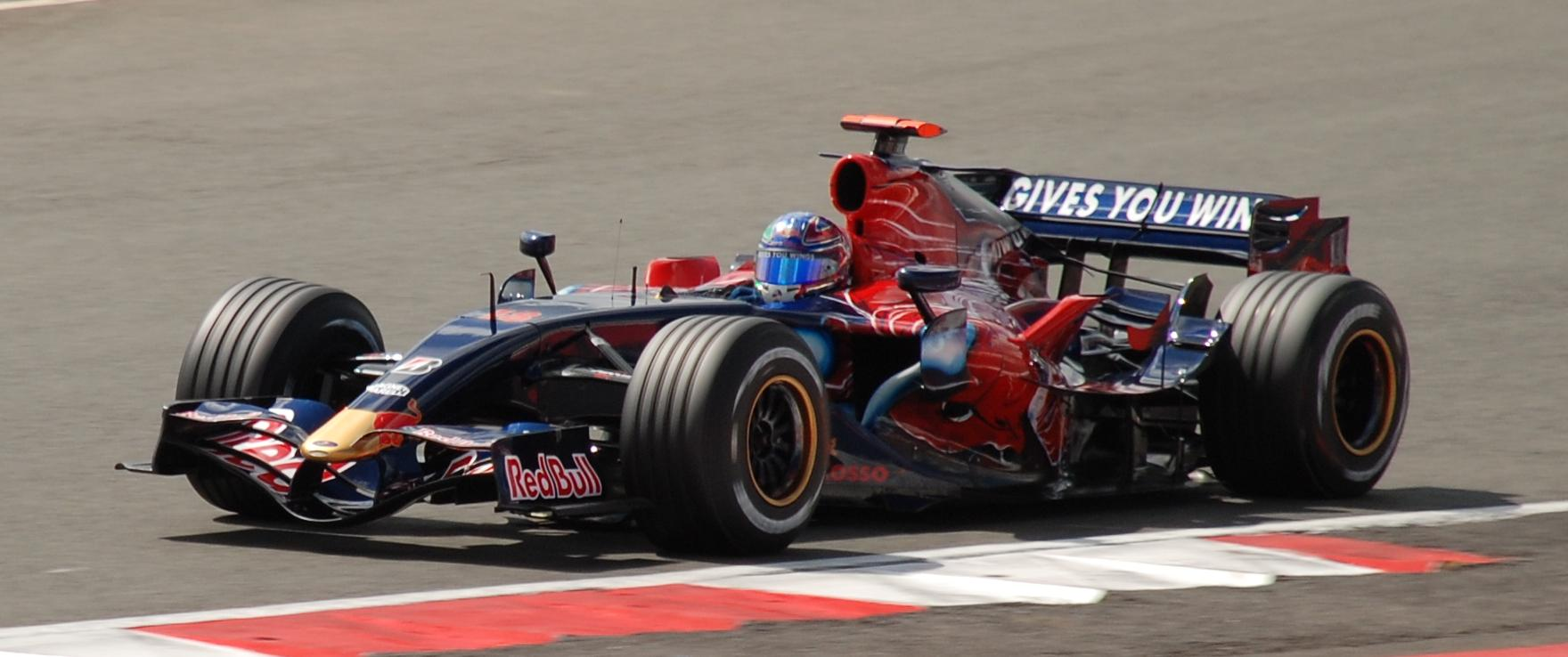
Vitantonio Liuzzi lors du Grand Prix de Grande-Bretagne.

Meilleurs résultats en qualification
- 1 départ en 11e position pour Vitantonio Liuzzi au Grand Prix de Chine.
- 2 départs en 15e position pour Scott Speed.
- 1 départ en 9e position pour Sebastian Vettel au Grand Prix du Japon.

Points inscrits
- 8 points pour Scuderia Toro Rosso
- 3 points pour Vitantonio Liuzzi
- 0 points pour Scott Speed
- 6 points pour Sebastian Vettel

Classements aux championnats du monde
- Scuderia Toro Rosso : 7e avec 8 points.
- Vitantonio Liuzzi : 18e avec 3 points.
- Sebastian Vettel : 14e avec 6 points.
- Scott Speed : 21e avec 0 points.

## Bilan de la saison 2008 avec la STR2B
Départs en Grands Prix
- 5 pour Sebastian Vettel
- 5 pour Sébastien Bourdais

- Abandons
- 4 pour Sebastian Vettel
- 3 pour Sébastien Bourdais

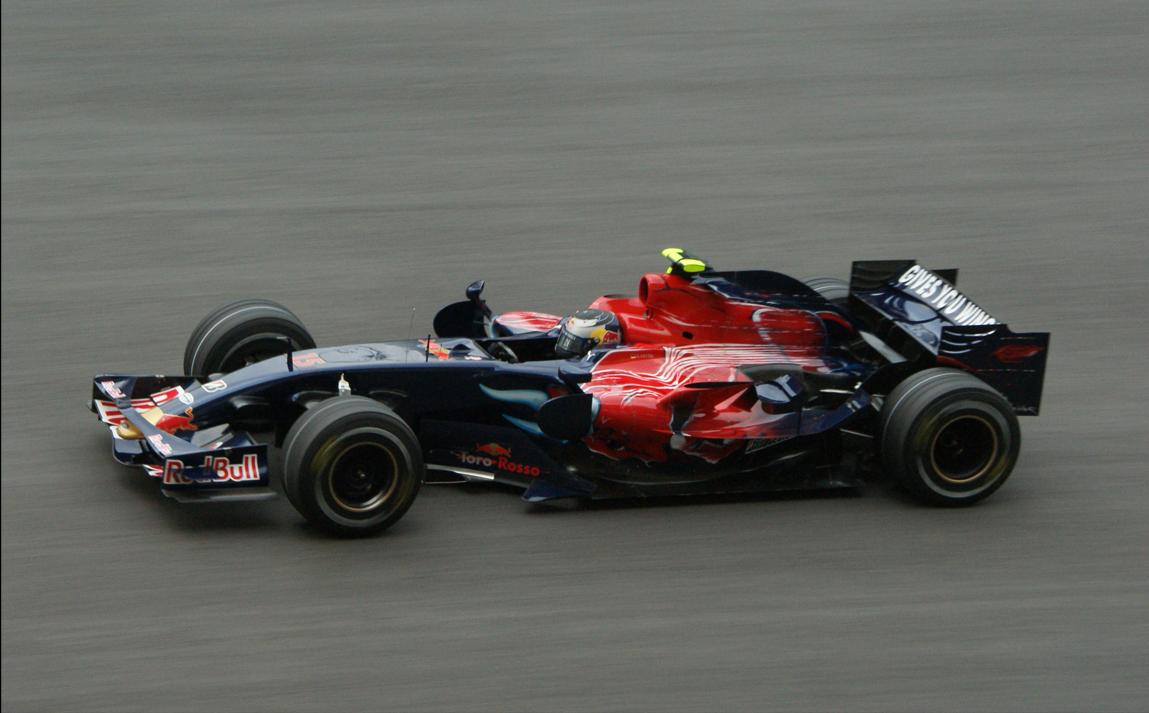
Sebastian Vettel au Grand Prix de Malaisie sur la Toro Rosso STR2B.

Meilleurs résultats en qualification
- 1 départ en 10e position pour Sebastian Vettel au Grand Prix d'Australie.
- 1 départ en 15e position pour Sébastien Bourdais au Grand Prix de Bahrain.

Points inscrits
- 2 points (sur 39) pour Scuderia Toro Rosso
- 0 (sur 35)  points pour Sebastian Vettel
- 2 points (sur 4) pour Sébastien Bourdais

Classements aux championnats du monde
- Scuderia Toro Rosso : 6e avec 39 points.
- Sebastian Vettel : 8e avec 35 points.
- Sébastien Bourdais : 17e avec 4 points.

## Résultats en championnat du monde de Formule 1
| Saison | Écurie              | Moteur           | Pneus       | Pilotes            | Courses | Courses | Courses | Courses | Courses | Courses | Courses | Courses | Courses | Courses | Courses | Courses | Courses | Courses | Courses | Courses | Courses | Courses | Points inscrits | Classement |
| Saison | Écurie              | Moteur           | Pneus       | Pilotes            | 1       | 2       | 3       | 4       | 5       | 6       | 7       | 8       | 9       | 10      | 11      | 12      | 13      | 14      | 15      | 16      | 17      | 18      | Points inscrits | Classement |
| ------ | ------------------- | ---------------- | ----------- | ------------------ | ------- | ------- | ------- | ------- | ------- | ------- | ------- | ------- | ------- | ------- | ------- | ------- | ------- | ------- | ------- | ------- | ------- | ------- | --------------- | ---------- |
| 2007   | Scuderia Toro Rosso | Ferrari Type 056 | Bridgestone |                    | AUS     | MAL     | BAH     | ESP     | MON     | CAN     | USA     | FRA     | GBR     | EUR     | HON     | TUR     | ITA     | BEL     | JAP     | CHI     | BRÉ     |         | 8               | 7e         |
| 2007   | Scuderia Toro Rosso | Ferrari Type 056 | Bridgestone | Vitantonio Liuzzi  | 14e     | 17e     | Abd     | Abd     | Abd     | Abd     | 17e     | Abd     | 16e     | Abd     | Abd     | 15e     | 17e     | 12e     | 9e      | 6e      | 13e     |         | 8               | 7e         |
| 2007   | Scuderia Toro Rosso | Ferrari Type 056 | Bridgestone | Scott Speed        | Abd     | 14e     | Abd     | Abd     | 9e      | Abd     | 13e     | Abd     | Abd     | Abd     |         |         |         |         |         |         |         |         | 8               | 7e         |
| 2007   | Scuderia Toro Rosso | Ferrari Type 056 | Bridgestone | Sebastian Vettel   |         |         |         |         |         |         |         |         |         |         | 16e     | 19e     | 18e     | Abd     | Abd     | 4e      | Abd     |         | 8               | 7e         |
| 2008   | Scuderia Toro Rosso | Ferrari Type 056 | Bridgestone |                    | AUS     | MAL     | BAH     | ESP     | TUR     | MON     | CAN     | FRA     | GBR     | ALL     | HON     | EUR     | BEL     | ITA     | SIN     | JAP     | CHI     | BRÉ     | 39*             | 6e         |
| 2008   | Scuderia Toro Rosso | Ferrari Type 056 | Bridgestone | Sébastien Bourdais | 7e      | Abd     | 15e     | Abd     | Abd     |         |         |         |         |         |         |         |         |         |         |         |         |         | 39*             | 6e         |
| 2008   | Scuderia Toro Rosso | Ferrari Type 056 | Bridgestone | Sebastian Vettel   | Abd     | Abd     | Abd     | Abd     | 17e     |         |         |         |         |         |         |         |         |         |         |         |         |         | 39*             | 6e         |

Légende : ici
- * : 37 points marqués avec la Toro Rosso STR3